# 禁忌 (系列電影)
《禁忌》是20世紀80年代至21世紀初的系列色情電影，描述了父女和母子間的亂倫。該系列由凱·帕克等主演，並由凱蒂·史蒂文斯等執導。
| - 《禁忌》（1980年） - 《禁忌2》（1982年） - 《禁忌3 - 最終章》（1984年） - 《禁忌4 - 年輕一代》（1985年） - 《禁忌5 - 秘密》（1987年） - 《禁忌6 - 妄想》（1988年） - 《禁忌7 - 狂野與天眞》（1989年） - 《禁忌8 - The Magic Is Back》（1990年） - 《禁忌9》（1991年） - 《禁忌10 - 十年後》（1993年） - 《禁忌11 - 爲你瘋狂》（1994年） - 《禁忌12》（1994年） | - 《禁忌13》（1994年） - 《禁忌14 - 親密無間》（1995年） - 《禁忌15》（1995年） - 《禁忌16 - But Not Sweet》（1996年） - 《禁忌17》（1997年） - 《禁忌18 - 她的秘密生活》（1998年） - 《禁忌19》（1998年） - 《禁忌2001 - Sex Odyssey》（2002年） - 《禁忌21 - Taboo 212》（2004年） - 《禁忌22》（2006年） - 《禁忌23》（2007年） |

## 獲獎
| 獲獎年份 | 所獲獎項 | 類別                                                | 演員                     | 電影       |
| -------- | -------- | --------------------------------------------------- | ------------------------ | ---------- |
| 1985年   | AFAA獎   | 最佳男配角獎                                        | 約翰·萊斯利              | 《禁忌5》  |
| 1987年   | AVN獎    | Best Total Sexual Content - Film                    |                          | 《禁忌4》  |
| 1987年   | XRCO獎   | 最佳女配角獎                                        | 琥珀·林恩                | 《禁忌5》  |
| 1989年   | AVN獎    | 最佳音樂獎—電影（Best Music - Film）                |                          | 《禁忌6》  |
| 2002年   | AVN獎    | 最佳肛門性愛場景—電影（Best Anal Sex Scene - Film） | Nicole Sheridan & Voodoo | 《禁忌20》 |
| 2002年   | AVN獎    | Best Overall Marketing Campaign - Film              |                          | 《禁忌20》 |
|          | XRCO殿堂 | induction                                           |                          | 《禁忌》   |

## 外部連結
- 互联网电影数据库（IMDb）上《禁忌》的资料（英文）
- 海倫·特瑞（《禁忌1》至《禁忌6》的作者、製作人）在互联网电影资料库（IMDb）上的資料（英文）